# لوريدانا اوليتا
لوريدانا اوليتا (من مواليد 1 مايو 1969) هي لاعبة كرة لينة إيطالية شاركت في دورة الألعاب الأولمبية الصيفية لعام 2000. 